# Krietes Wald (Im Holze)
Krietes Wald (Im Holze) este o arie protejată (arie specială de conservare — SAC, sit de importanță comunitară — SCI) din Germania întinsă pe o suprafață de 6 ha, integral pe uscat.

## Localizare
Centrul sitului Krietes Wald (Im Holze) este situat la coordonatele 53°03′40″N 8°57′40″E / 53.0611°N 8.9611°E.

## Înființare
Situl Krietes Wald (Im Holze) a fost declarat sit de importanță comunitară în mai 2005 pentru a proteja 1 specie de animale. Situl a fost protejat și ca arie specială de conservare în mai 2015.

## Biodiversitate
Situată în ecoregiunea atlantică, aria protejată nu include niciun habitat protejat.
La baza desemnării sitului se află o specie protejată de  nevertebrate: Osmoderma eremita.
Pe lângă speciile protejate, pe teritoriul sitului au mai fost identificate 3 specii de mamifere.